# Drunengalm
Drunengalm är en bergstopp i Schweiz.   Den ligger i distriktet Frutigen-Niedersimmental och kantonen Bern, i den centrala delen av landet, 40 km söder om huvudstaden Bern. Toppen på Drunengalm är 2 408 meter över havet, eller 312 meter över den omgivande terrängen. Bredden vid basen är 6,5 km.
Terrängen runt Drunengalm är huvudsakligen bergig. Runt Drunengalm är det ganska tätbefolkat, med 72 invånare per kvadratkilometer.. Närmaste större samhälle är Thun, 13,9 km norr om Drunengalm. 
I omgivningarna runt Drunengalm växer i huvudsak blandskog.